# 투페이스 (텔레비전 프로그램)
《투페이스》는 대한민국의 KBS 2TV에서 방송했던 예능 텔레비전 프로그램이다.

## 기획 의도
- 무분별한 정보가 가득한 정보 홍수의 시대에서 넘쳐나는 가짜 뉴스에 속지 않기 위해 팩트(Fact)와 페이크(Fake)를 가려내는 시사 퀴즈 쇼 프로그램이다.

## 방송 일정
| KBS 2TV | 2020년 9월 17일                    |                              |                              |  |
| KBS 2TV | 2020년 9월 17일                    | 1부                          | 매주 목요일 밤 10:45 ~ 11:25 |  |
| KBS 2TV | 2020년 9월 17일                    | 2부                          | 매주 목요일 밤 11:25 ~ 12:00 |  |
| KBS 2TV | 2020년 9월 24일                    |                              |                              |  |
| KBS 2TV | 1부                                | 매주 목요일 밤 10:35 ~ 11:20 |                              |  |
| KBS 2TV | 2부                                | 매주 목요일 밤 11:20 ~ 11:50 |                              |  |
| KBS 2TV | 2020년 10월 8일 ~ 2020년 11월 12일 |                              |                              |  |
| KBS 2TV | 1부                                | 매주 목요일 밤 10:40 ~ 11:25 |                              |  |
| KBS 2TV | 2부                                | 매주 목요일 밤 11:25 ~ 11:55 |                              |  |

## 출연진
- 김구라 - MC
- 한혜진
- 이진호
- 정혁
- 이다진
- 이하진

## 시청률
| 회차 | 방송 일자        | 닐슨 전국 시청률 |
| ---- | ---------------- | ---------------- |
| 1회  | 2020년 9월 17일  | 0.8%/1.0%        |
| 2회  | 2020년 9월 24일  | 1.6%/1.6%        |
| 3회  | 2020년 10월 8일  | 1.4%/1.3%        |
| 4회  | 2020년 10월 15일 | 0.8%/0.8%        |
| 5회  | 2020년 10월 22일 | 0.9%/1.0%        |
| 6회  | 2020년 10월 29일 | 0.6%/0.8%        |
| 7회  | 2020년 11월 5일  | 1.2%/1.2%        |
| 8회  | 2020년 11월 12일 | 1.3%/1.1%        |

## 결방 및 편성 변경
- 2020년 10월 1일 : 추석특선영화 신의 한 수: 귀수편 편성으로 인한 결방.
- 2020년 11월 5일 : 2020년 KBO 리그 준플레이오프 2차전 두산 베어스 VS LG 트윈스 중계로 인한 지연 편성.

## 참고 사항
- 《해피투게더》가 매주 목요일 밤에 오랫동안 편성하였다.

## 같이 보기
- 당신이 믿었던 페이크 (MBC)
- 뉴스 엠바고
- 팩트
- 사실
- 진실